# Габиче Маре
Габиче Маре (итал. Gabicce Mare) је насеље у Италији у округу Пезаро и Урбино, региону Марке.
Према процени из 2011. у насељу је живело 4413 становника. Насеље се налази на надморској висини од 15 м.

## Становништво
| 1936. | 1951. | 1961. | 1971. | 1981. | 1991. | 2001. | 2011. |
| ----- | ----- | ----- | ----- | ----- | ----- | ----- | ----- |
| 1.722 | 2.349 | 3.555 | 5.151 | 5.569 | 5.410 | 5.356 | 5.845 |

## Партнерски градови
- Етигхајм
- Брисел
- Eguisheim
- Гвастала
- Nocera Umbra